# العلاقات الألبانية البيلاروسية
العلاقات الألبانية البيلاروسية هي العلاقات الثنائية التي تجمع بين ألبانيا وروسيا البيضاء.

## مقارنة بين البلدين
هذه مقارنة عامة ومرجعية للدولتين:
| وجه المقارنة                                              | ألبانيا                                                    | روسيا البيضاء                    |
| --------------------------------------------------------- | ---------------------------------------------------------- | -------------------------------- |
| المساحة (كم2)                                             | 28.75 ألف                                                  | 207.60 ألف                       |
| عدد السكان (نسمة)                                         | 3.02 مليون                                                 | 9.50 مليون                       |
| الكثافة السكانية (ن./كم²)                                 | 105.04                                                     | 45.76                            |
| العاصمة                                                   | تيرانا                                                     | مينسك                            |
| اللغة الرسمية                                             | اللغة الألبانية                                            | اللغة البيلاروسية، اللغة الروسية |
| العملة                                                    | ليك ألباني                                                 | روبل بلاروسي                     |
| الناتج المحلي الإجمالي (بليون دولار)                      | 13.04 مليار                                                | 54.44 مليار                      |
| الناتج المحلي الإجمالي (تعادل القوة الشرائية) بليون دولار | 33.17 مليار                                                | 168.35 مليار                     |
| الناتج المحلي الإجمالي الاسمي للفرد دولار أمريكي          | 3.94 ألف                                                   | 5.74 ألف                         |
| الناتج المحلي الإجمالي للفرد دولار أمريكي                 | 11.11 ألف                                                  | 18.18 ألف                        |
| مؤشر التنمية البشرية                                      | 0.764                                                      | 0.798                            |
| رمز المكالمات الدولي                                      | +355                                                       | +375                             |
| رمز الإنترنت                                              | .al                                                        | .by، .бел                        |
| المنطقة الزمنية                                           | توقيت وسط أوروبا، ت ع م+01:00، ت ع م+02:00، أوروبا/تيرانا ‏ | ت ع م+03:00                      |

## منظمات دولية مشتركة
يشترك البلدان في عضوية مجموعة من المنظمات الدولية، منها:
| علم المنظمة | اسم المنظمة                               | تاريخ انضمام ألبانيا | تاريخ انضمام روسيا البيضاء |
| ----------- | ----------------------------------------- | -------------------- | -------------------------- |
|             | الاتحاد البريدي العالمي                   | ?                    | ?                          |
|             | منظمة حظر الأسلحة الكيميائية              | ?                    | ?                          |
|             | الأمم المتحدة                             | 14 ديسمبر 1955       | 24 أكتوبر 1945             |
|             | وكالة ضمان الاستثمار متعدد الأطراف        | 15 أكتوبر 1991       | 3 ديسمبر 1992              |
|             | منظمة الشرطة الجنائية الدولية             | ?                    | ?                          |
|             | مؤسسة التمويل الدولية                     | 15 أكتوبر 1991       | 2 نوفمبر 1992              |
|             | الاتحاد الدولي للاتصالات                  | 2 يونيو 1922         | 7 مايو 1947                |
|             | البنك الدولي للإنشاء والتعمير             | 15 أكتوبر 1991       | 10 يوليو 1992              |
|             | منظمة الأمن والتعاون في أوروبا            | 19 يونيو 1991        | 30 يناير 1992              |
|             | المركز الدولي لتسوية المنازعات الاستشارية | 14 نوفمبر 1991       | 9 أغسطس 1992               |
|             | يونسكو                                    | 16 أكتوبر 1958       | 12 مايو 1954               |

## وصلات خارجية
- موقع وزارة الخارجية الألبانية
- موقع وزارة الخارجية البيلاروسية